# Аквариум (книга)
«Аква́риум» (1985) — книга Виктора Суворова, написанная в автобиографической манере.

## Сюжет
Командир танковой роты старший лейтенант Виктор Суворов с блеском проявляет себя на учениях: сломанный танк блокирует выход из парка, и Суворов приказывает водителю проломить танком стену, чтобы вывести бронетехнику из получившейся ловушки. Ведя разведку, его рота находит и уничтожает «ракетную батарею» противника. Его замечает начальник разведывательного отдела штаба 13-й армии подполковник Кравцов, который формирует свою личную группу, набирая «людей из толпы», и берёт Суворова к себе в разведывательный отдел штаба армии. Занимаясь сбором сведений о перемещениях сил вероятного противника, Суворов догадывается, чем занимаются секретные отделы разведуправления. Шокированный его догадливостью, Кравцов посылает Суворова на подготовку в 3-й отдел, иными словами — в «спецназ». В ходе учений Суворова забрасывают в качестве контролёра диверсионной группы в тыл гвардейской армии.
Суворов получает звание капитана и переходит со своим покровителем в разведуправление штаба Прикарпатского военного округа. Кравцов рассказывает Суворову, что его покровитель — генерал-лейтенант Обатуров — также выбрал Кравцова «из толпы» и с тех пор двигает его за собой. Он объясняет, что их группа борется за власть. Иногда Кравцов даёт Суворову различные тайные задания: как настоящие, направленные против партийных чинов и КГБ, так и ложные — для проверки его работоспособности, лояльности и верности. Виктор случайно узнаёт, что существует такое понятие, как «Аквариум». Он спрашивает у Кравцова, что это, и узнаёт, что Аквариумом называют главное здание 2-го Главного управления Генерального штаба (сокращённо ГРУ). ГРУ является совершенно секретной организацией.
Суворова вызывают в 10-е Главное управление Генштаба, готовящее военных советников в различные страны. Но на самом деле вызов приходит из ГРУ. Суворов успешно проходит многодневные изнурительные экзамены и поступает в Академию, где учится 5 лет на пределе своих возможностей. В качестве выпускного экзамена Суворов успешно вербует инженера секретного ракетного завода в Мытищах. Проработав год в отделе по работе с приезжающими в СССР иностранцами и совершив свою первую вербовку, Суворов командируется в советское посольство в Вене. Первое время Суворов работает «в обеспечении» (помощь тем разведчикам, кто занимается непосредственно добыванием информации), поддерживая операции других, более успешных офицеров. Но через несколько лет и он выбивается в «варяги» (добывающий информацию), придумав операцию «Альпийский туризм», благодаря которой сотрудники ГРУ, в их числе и сам автор, производят несколько успешных вербовок. Суворову удаётся завербовать человека с испанской базы Рота, где базируются американские подводные ракетоносцы.
Резидент поручает Суворову совершенно секретную операцию: он должен сфотографировать вышедшего на связь важного агента. Однако на месте встречи он замечает заместителя резидента (своего непосредственного начальника и друга). Согласно строгим правилам ГРУ, Суворов сообщает обо всём начальству. Резидент эвакуирует своего заместителя в СССР, где того ждут «конвейер» (следствие службы внутренней безопасности ГРУ) и последующие репрессии. Упавший духом Суворов обнаруживает слежку и понимает, что его психологический надлом не остался незамеченным, и его так же ждёт эвакуация в СССР, следствие ГРУ и незавидное будущее. Он осознаёт, что давно ненавидит Систему и бежит в Великобританию.

## Прочие сведения
- Несмотря на подробный рассказ о столь секретной организации, автор смог при этом не выдать ни одной тайны или секрета этой организации; все фамилии, люди (за исключением ключевых фигур), места — вымышленны или изменены. Изменено даже место собственной службы за границей — в действительности автор работал в Женеве. Об этом он говорил в своих многочисленных интервью, опровергая обвинения в разглашении государственной тайны. Также были изменены должности и воинские звания некоторых генералов, занимающих высокие должности.
- Сюжет, где на международной выставке происходит массовая вербовка, взят из жизни. Это происходило на выставке «Телеком-75» (Telecom 75, Женева, Швейцария, 2—10 октября 1975 года).
- В книге упоминается случай, когда у КГБ «большой праздник сегодня — украли человека». Речь идёт о Николае Фёдоровиче Артамонове, известном также как Николас Шадрин[1].
- В книге упоминается Мытищинский ракетный завод, в действительности[источник не указан 630 дней] это Мытищинский машиностроительный завод (ММЗ, Метровагонмаш), который никогда ракет не строил, но имел отношение к производству другой военной техники.
- В книге описывается сожжение бывшего полковника ГРУ. Часто предполагается, что это был Олег Пеньковский. Суворов нигде не называет имя офицера, а в интервью заявлял, что не знает, являлся ли фильм настоящим или игровым. Однако ветераны ГРУ утверждают, что такой практики в советской разведке никогда не существовало, и весь этот эпизод не более чем художественный вымысел Суворова. Возможно, эта история берёт начало от статьи Иосифа Бродского для «Нью-Рипаблик». Ему эту историю рассказал Эрнст Неизвестный, который, в свою очередь, узнал её от одного из эмигрировавших служителей крематория, ставшего невольным свидетелем. Согласно этой истории, приговорённого, постепенно вдвигая в печь, заживо сжигали в присутствии большой группы офицеров ГРУ и ПГУ КГБ. Процесс был заснят на киноплёнку. Возможный прототип легенды — смерть большевика Сергея Лазо, которого якобы сожгли в топке паровоза.
- В книге описываются профессиональные отряды спецназа и агентурная разведка на армейском уровне. На самом деле, согласно другим книгам самого же Суворова, они существовали на уровне не ниже военного округа. Искажение может быть связано с аналогичным изменением в его биографии — в реальности Резун начал штабную работу именно в штабе округа.
- Автор утверждает, что глава НКВД Николай Ежов в какой-то момент возглавил одновременно и военную разведку, что стало истинной причиной его устранения в ходе репрессий. Достоверных фактов в пользу этой точки зрения на данный момент не найдено, однако некоторые современные исследователи документально подтверждают, что в 1936—1937 гг. по поручению Политбюро Ежов курировал Разведывательное управление РККА[2].

## История издания
Впервые книга вышла в 1986 году на английском языке в издательстве Macmillan Publishers под названием «Inside the Aquarium: the making of a top Soviet spy». Спустя год — в 1987 году — книга вышла на русском языке в лондонском эмигрантском издательстве OPI
Бывший работник ГРУ Александр Кадетов в своей книге «Как Виктор Суворов предавал „Аквариум“» заявляет, что Суворов писал совместно с «коллективом» авторов СИС и издание книги происходило на деньги спецслужб.
В августе 1991 года отрывки из «Аквариума» были напечатаны в «Литературной газете». Последовал запрос редакции в ГРУ о степени достоверности описанных событий (оставшийся без ответа) и полемика на эту тему в различных изданиях. В этом же году повесть была опубликована целиком (впервые в СССР) в литературном журнале «Нева» (№ 6-8), вскоре «Аквариум» вышел отдельной книгой (первое издание: «Демократическая Россия») и буквально наводнил российские книжные прилавки. Генерал ГРУ Виталий Никольский, полемизируя с Суворовым, которого он считает «мистификатором» и «буйным фантазером», отмечает, что издание «Аквариума» на русском языке «наделало много шума» и на долгое время стало бестселлером.
В Польше книга была издана двухмиллионным тиражом.

## Отзывы
В отзывах на первую (англоязычную) публикацию, критики положительно оценивают динамику развития сюжета в духе лучших шпионских романов, отмечают, что хотя достоверность фактических утверждений, приведенных в книге, сомнительна, а автор склонен к преувеличениям и нагнетанию таинственности, книга создает психологически убедительное описание шпионских будней, внутренних интриг и соперничества между ГРУ и КГБ. «Аквариум» был назван лучшей из первых четырёх книг Суворова.

## Экранизация
Книга была экранизирована в 1996 году в Польше. Автор сценария и режиссёр — А. Краузе, исполнитель главной роли — Юрий Смольский. В фильме появляется сам автор книги — В. Суворов (Резун) и присутствуют некоторые отступления от оригинального сюжета.